# シャンタル・マセ
シャンタル・マセ（Chantal Macé、1968年10月19日 - ）は、フランスの女優、声優である。テレビアニメ『涼宮ハルヒの憂鬱』で涼宮ハルヒ役の吹き替えを演じたことで有名である。

## 人物・来歴
1968年10月19日にフランス・ルルドで生まれる。これまでに、2000年にヴェネツィア国際映画祭 女優賞を受賞したローズ・バーンやテレビドラマ『エバーウッド 遥かなるコロラド』でのエイミー・アボット役を演じたことでも知られるエミリー・ヴァンキャンプ、中谷美紀といった有名な女優たちが出演している映画で吹き替えを務めていた。

## 出演作品

### 映画
- ディアボロス/悪魔の扉 L'Associé du diable - バーバラ
- わたしが美しくなった100の秘密 Belles à mourir - リサ・スウェンソン
- NY心霊捜査官 (2014年)Délivre-nous du mal - ルシンダ

### ドラマ
- ゴシップガール- ジョージーナ・スパークス
- ザ・ヤング・アンド・ザ・レストレス- アビゲイル(2003年から現在)
- スイート・ライフ - マックス

### 国内アニメ
- ケロロ軍曹 - タママ
- 涼宮ハルヒの憂鬱 -　涼宮ハルヒ
- ZOMBIE-LOAN - きよみ
- 蜘蛛ですが、なにか? - 工藤沙智

### 海外アニメ
- パワーパフガールズ - ブレット
- ベン10シリーズ - グウェン・テニスン
- シンプソンズ - リサ・シンプソン、ミルハウス・ヴァン・ホーテン